# Ici commence la nuit
Ici commence la nuit est un roman d'Alain Guiraudie paru le 2 octobre 2014.
Il s'agit de la première œuvre littéraire publiée par le cinéaste, lequel « passe souvent par la forme romanesque pour écrire ses scénarios ».
Pour Gérard Lefort, « il y a du San Antonio dans Guiraudie, mais du San Antonio qui aurait lu Orwell ».
« Alain Guiraudie nous emmène du côté de l'irreprésentable », écrit Élisabeth Philippe dans Les Inrocks : elle estime que le livre est « un triangle amoureux qui mêle gérontophilie, excréments et occitan ».

## Distinction
- Prix Sade 2014[4]

## Éditions
- Ici commence la nuit, Éditions P.O.L, 2015  (ISBN 2070413810).